# Mehr Demokratie
Mehr Demokratie e. V. ist ein deutscher gemeinnütziger Verein, der sich für direkte Demokratie und Bürgerbeteiligung sowie Reformen des Wahlrechts in Deutschland und der Europäischen Union einsetzt. Der Verein berät Initiatoren von Bürger- und Volksbegehren und wertet die Praxis der direkten Demokratie wissenschaftlich aus. Als weltweit größter Fachverband für direkte Demokratie begleitet der Verein Reformen der direkten Demokratie, erstellt Gesetzentwürfe, entwickelt Kampagnen und initiiert Volksbegehren. Der Verein startet auch Bürgerbeteiligungsverfahren. In jüngerer Zeit initiierte der Verein die ersten beiden bundesweiten Bürgerräte, den Bürgerrat Demokratie und den Bürgerrat Deutschlands Rolle in der Welt.

## Organisation
Mehr Demokratie e. V. ist in einen Bundesverband und insgesamt vierzehn Landesverbände gegliedert. In Berlin, Bremen, Erfurt, Hamburg, Köln, München und Stuttgart bestehen Landesbüros und in Berlin und Kreßberg Bundesbüros. Der Vereinssitz ist Bonn. Viele Aufgaben des Bundesverbandes (Mitgliederverwaltung, Internetauftritt etc.) werden von verschiedenen Büros wahrgenommen. Insgesamt arbeiten über das Bundesgebiet verteilt etwa 40 Personen haupt- bzw. nebenamtlich für den Verein. Daneben verfügt Mehr Demokratie über ein Kuratorium von mehr als 50 Personen aus Wissenschaft, Kultur, Politik und Kunst. Diese arbeiten, forschen und publizieren zu Demokratiefragen und fungieren als beratendes Gremium. Der Bundesvorstand ist dem Kuratorium gegenüber auskunftspflichtig.
Mehr Demokratie ist als gemeinnützig anerkannt und finanziert sich überwiegend aus Mitgliedsbeiträgen und Spenden. Es können sowohl natürliche als auch juristische Personen Mitglied sein. Neben einer regulären Mitgliedschaft ist auch eine Unterstützung als Förderer möglich. Anfang 2021 hatte der Verein mehr als 10.000 Mitglieder und Förderer.
Bundesvorstandssprecher sind Claudine Nierth und Ralf-Uwe Beck.

## Gründung
Mehr Demokratie wurde 1988 u. a. von den Grünen-Politikern Lukas Beckmann und Gerald Häfner sowie von den parteilosen Thomas Mayer, Daniel Schily (heute CDU; Sohn von Konrad Schily), Angela von Bandemer, Andreas Möbius, Susanna Kümmell und Wolfram Retter (geb. Hintz) in Bonn gegründet und hieß zunächst „IDEE (Initiative Demokratie Entwickeln)“ Vorläufer hat die Organisation im anthroposophisch ausgerichteten „Achberger Kreis“ innerhalb der Grünen sowie in der Organisation für direkte Demokratie durch Volksabstimmung und in der Aktion Bürgerentscheid.

## Kampagnen

### Kampagnen in den Ländern
Bayern
Politisches Gewicht erhielt der von IDEE und der Aktion Bürgerentscheid initiierte Verein Mehr Demokratie in Bayern in den Jahren 1992 bis 1995. Beispielsweise mit dem Volksbegehren für direkte Demokratie in den bayerischen Gemeinden, das in einem erfolgreichen Volksentscheid angenommen wurde. Änderungen der Volksgesetzgebung auf Landesebene wurden durch das bayerische Verfassungsgericht später teilweise revidiert. Da dieses Gerichtsurteil von den Verfechtern der direkten Demokratie weithin als politisches Urteil wahrgenommen wurde, strebte Mehr Demokratie in Bayern, seit 1997 ein Landesverband des nun in Mehr Demokratie umbenannten Bundesvereins, einen weiteren Volksentscheid zur Änderung des Wahlmodus der bayerischen Verfassungsrichter an. Dieser sah vor, dass die Richter nicht wie bislang mit einfacher Mehrheit, sondern nur mit Zweidrittelmehrheit vom Landtag gewählt und wiedergewählt werden können. Das 2000 hierzu erforderliche Volksbegehren scheiterte, ebenso wie der erneute Versuch, die landesweite Volksgesetzgebung zu erleichtern, jedoch an der Unterschriftenhürde (siehe auch Volksgesetzgebung in Bayern).
Im Oktober 2016 reichte Mehr Demokratie in Bayern gemeinsam mit anderen Organisationen einen Antrag auf Volksbegehren gegen das Freihandelsabkommen CETA ein. Ziel war es, die bayerische Staatsregierung per Volksentscheid zur Ablehnung des Freihandelsabkommens mit Kanada im Bundesrat zu verpflichten. Das Innenministerium hatte Zweifel an der rechtlichen Zulässigkeit des Antrags und rief das Bayerische Verfassungsgericht an. Am 15. Februar 2017 erklärte das Gericht den Antrag für rechtlich nicht zulässig.
Hamburg
1998 gelang es Mehr Demokratie in Hamburg, mit einem erfolgreichen Volksbegehren die Möglichkeit zu Bürgerbegehren in den Stadtbezirken durchzusetzen. Obwohl ein zweiter von Mehr Demokratie initiierter Volksentscheid zur Absenkung der Hürden für die direkte Demokratie auf Landesebene an selbigen Hürden scheiterte, griff die rot-grüne Regierungskoalition im Jahre 2001 einige wesentliche Anliegen dieses zweiten Volksbegehrens auf und setzte sie um.
Die per Volksentscheid im Jahre 2004 durchgesetzte Änderung des Hamburger Wahlrechts wurde von der CDU mit absoluter Mehrheit in Teilen rückgängig gemacht. Auf Klage der Initiatoren des Volksbegehrens erklärte das Hamburgische Landesverfassungsgericht die Vorgehensweise für verfassungswidrig und machte die Eingriffe (ebenfalls in Teilen) rückgängig. Mehr Demokratie initiierte Anfang 2009 erneut ein Volksbegehren zur Änderung des Hamburger Wahlrechts, das im April desselben Jahres mit der notwendigen Zahl Unterschriften eingereicht wurde. Um einen Volksentscheid, der zeitgleich zur Bundestagswahl am 27. September 2009 stattgefunden hätte, zuvorzukommen, hat die Hamburger Bürgerschaft den Gesetzesentwurf übernommen (siehe auch Volksgesetzgebung (Hamburg)).
2011 reichte Mehr Demokratie gemeinsam mit Transparency International und dem Chaos Computer Club erfolgreich eine Volksinitiative für ein Transparenzgesetz in Hamburg ein. Darauf basierend beschloss am 6. Oktober 2012 die Hansestadt als erstes Bundesland in Deutschland die Einführung eines Transparenzgesetzes. Damit ist das Land verpflichtet, amtliche Informationen kostenlos im Internet zugänglich zu machen. Dazu gehören etwa Gutachten, Senatsbeschlüsse und Verträge ab 100.000 Euro, die die Daseinsvorsorge betreffen. Das Hamburger Transparenzportal ist 2014 online gegangen.
Mitte 2015 startete unter Beteiligung von Mehr Demokratie das Hamburger Bündnis „Rettet den Volksentscheid“, das Reformen der direkten Demokratie anstrebte. Das Hamburger Verfassungsgericht erklärte 2016 die Initiative für unzulässig.
Am 1. Januar 2020 reichte Mehr Demokratie in Hamburg gemeinsame mit Bündnispartnern die Volksinitiative „Bürgerbegehren und Bürgerentscheide jetzt verbindlich machen – Mehr Demokratie vor Ort“ ein. Zukünftig sollen Bürgerentscheide auf Bezirksebene für den Bezirk und den Hamburger Senat bindend sein. Der Hamburger Senat bezweifelte die Verfassungsmäßigkeit und rief das Hamburgische Verfassungsgericht an. Ein Urteil steht derzeit (Stand: Juli 2021) noch aus.
Berlin
Wegen der zu hohen Hürden verzichtete der Verein 2009 in Berlin auf die Durchführung der zweiten Stufe des Volksbegehrens zur Änderung des Berliner Wahlrechts.
Mitte 2013 startete unter Beteiligung von Mehr Demokratie das Berliner Bündnis „Wahlrecht für alle“, das Menschen mit einem dauerhaften Wohnsitz in Berlin unabhängig von der Staatsbürgerschaft das Wahlrecht auf Kommunal- und Landesebene einräumen will.
In Berlin verzichtete der Verein 2017 auf die Durchführung der zweiten Stufe des Volksbegehrens zu Reformen der direkten Demokratie „Volksentscheid retten!“, da der anvisierte Zeitplan aufgrund der sehr langen Dauer der Zulässigkeitsprüfung durch den Senat nicht eingehalten werden konnte.
In Berlin bildete Mehr Demokratie mit anderen Organisationen – darunter die Open Knowledge Foundation Deutschland – ein Aktionsbündnis für ein Transparenzgesetz „Volksentscheid Transparenzgesetz“. Im Dezember 2019 erfolgte die Einreichung der Unterschriften für den Antrag auf Volksbegehren. Derzeit (Stand: 20. Juli 2021) ist die formelle Rechtsprüfung des Gesetzentwurfs durch den Senat noch nicht abgeschlossen.
Baden-Württemberg
In Baden-Württemberg startete Mehr Demokratie 1998 und 2005 je ein Volksbegehren, um erleichterte Bedingungen für die direkte Demokratie auf kommunaler Ebene zu schaffen. Die Kampagne „Mehr Demokratie in Baden-Württemberg“ (1998) wurde vom Verfassungsgericht für unzulässig erklärt, die Klage hiergegen wurde im Jahr 2000 zurückgezogen. Die Kampagne „Faire Bürgerentscheide in Baden-Württemberg“ (2005) endete nach der ersten Verfahrensstufe. Im September 2007 entschieden die Initiatoren, den Antrag auf ein Volksbegehren nicht einzureichen, da ein Teilerfolg erzielt werden konnte und eine Reform der Gemeindeordnung auf parlamentarischem Wege zustande kam.
Brandenburg
In Brandenburg wurden 2001 die erforderlichen Unterschriften für die Einleitung zweier Volksbegehren zur Senkung der Hürden auf Landes- und Kommunalebene gesammelt. Mehr Demokratie entschied sich jedoch aufgrund der geringen Größe seines Brandenburger Landesverbandes sowie mehrerer Verfassungsgerichtsurteile zu Ungunsten der direkten Demokratie, auf die Volksbegehren zu verzichten.
Bremen
In Bremen erreichte der Verein 2006 eine Reform des Wahlrechts nach Hamburger Vorbild. Mit mehr als 70.000 Unterschriften konnte der Verein das erste erfolgreiche Volksbegehren in diesem Bundesland einreichen. Im Dezember 2006 wurde der Vorschlag des Volksbegehrens von der Bremischen Bürgerschaft übernommen und findet seit 2011 Anwendung. Eine Folge des Volksbegehrens war eine 2009 auf den Weg gebrachte Reform der Volksgesetzgebung in Bremen.
Nordrhein-Westfalen
In Nordrhein-Westfalen wurde 1999 das Volksbegehren „Mehr Demokratie in NRW: Faire Volksentscheide in die Verfassung!“ für unzulässig erklärt, weil es eine Verfassungsänderung zum Ziel hatte.
In Nordrhein-Westfalen bildete Mehr Demokratie 2013 mit Transparency International und dem Bund der Steuerzahler das Bündnis „NRW blickt durch“ für ein Transparenz- und Informationsfreiheitsgesetz in NRW nach Hamburger Vorbild. Zu den Unterstützern gehören Chaos Computer Club, Digitale Gesellschaft, Free Software Foundation Europe, NABU, Open Knowledge Foundation Deutschland und Whistleblower-Netzwerk e. V.
Schleswig-Holstein
Der schleswig-holsteinische Landtag hat am 21. Februar 2013 wesentliche Forderungen der von Mehr Demokratie initiierten und von 25.000 Menschen unterstützten Volksinitiative „Mehr Demokratie in Schleswig-Holsteins Kommunen“ übernommen. Das beschlossene Gesetz zur Stärkung der kommunalen Bürgerbeteiligung trat am 26. Februar 2013 in Kraft.
Thüringen
In Thüringen konnte Mehr Demokratie zusammen mit Partnern 2008 das Volksbegehren für „Mehr Demokratie in Thüringer Kommunen“ erfolgreich abschließen. Nach Verhandlungen mit dem Bündnis entschloss sich die dort mit absoluter Mehrheit regierende CDU, den Vorschlag unverändert anzunehmen. Ein erfolgreiches Volksbegehren im Jahre 2000 zur Verbesserung der Volksgesetzgebung wurde vom Verfassungsgerichtshof im Nachhinein in einem Normenkontrollverfahren für unzulässig erklärt, führte aber dennoch zu einer Reform.

### Bundeskampagnen
Neben der Verbesserungen der direktdemokratischen Regelungen in den Bundesländern bleibt eines der bislang unerfüllten Vereinsziele die Einführung von bundesweiten Volksentscheiden.
Von 1998 bis 2003 betrieb der Verein die Kampagne „Menschen für Volksabstimmungen“ und sammelte über 100.000 Unterschriften für dieses Ziel. Obwohl 2002 im Bundestag die Mehrheit der Abgeordneten für die Einführung einer Volksabstimmung votierte, wurde die für eine Verfassungsänderung erforderliche Zweidrittelmehrheit aufgrund der Gegenstimmen der CDU/CSU-Fraktion verfehlt.
2009 startete Mehr Demokratie die Kampagne „Volksentscheid ins Grundgesetz“. Das Ziel war eine verbindliche Aussage zur Einführung von bundesweiten Volksentscheiden im Koalitionsvertrag.
Im Wahljahr 2013 sowie im Wahljahr 2017 startete Mehr Demokratie jeweils eine Bundeskampagne unter dem Titel „Volksentscheid – bundesweit!“ mit der Forderung, den bundesweiten Volksentscheid einzuführen. Für die Einführung warb Mehr Demokratie mit Partnern wie dem Omnibus für direkte Demokratie. Der Aufruf 2017 wurde dabei von über 275.000 Menschen unterzeichnet. Ein Erfolg: Das Stichwort „direkte Demokratie“ wurde erstmals in einen schwarz-roten Koalitionsvertrag aufgenommen, der die Einsetzung einer Expertenkommission vorsieht.
Im Vorfeld der Bundestagswahl 2021 wurde die Kampagne „mittendrin mit Bürgerräten“ lanciert. Ziel ist es, losbasierte Bürgerräte auf Bundesebene rechtlich zu verankern und punktuell einzusetzen.

### Kampagnen auf Europaebene
Europäische Bürgerinitiative
Während des Europäischen Konvents (2002/03) setzte sich Mehr Demokratie im Rahmen der European Referendum Campaign zusammen mit anderen Organisationen aus den Mitgliedstaaten der EU Europäische Bürgerinitiative (European Citizens’ Initiative) für die Einführung direkter Demokratie in die Europäische Verfassung ein. Nach dem Scheitern des Verfassungsvertrags arbeitet Mehr Demokratie daran, die im Vertrag von Lissabon vorgesehene Europäische Bürgerinitiative in ein wirksames Instrument zu wandeln. Mehr Demokratie gründete im April 2012 das Bündnis „Europa braucht mehr Demokratie“, an dem unter anderem der Bund der Steuerzahler, die Piratenpartei Deutschland, der Bundesverband Freie Wähler Deutschland, Omnibus für direkte Demokratie und die ödp beteiligt sind.
Handelsabkommen
Mehr Demokratie tritt dafür ein, dass bei Handelsabkommen die Rechte des Bundestags gewahrt bleiben und nicht durch demokratisch nicht legitimierte Gremien ausgehöhlt werden. Die im Rahmen von Handels- und Investitionsschutzabkommen wie etwa TTIP und CETA vorgesehenen Schiedsgerichte, die Investoren Schadensersatzklagen gegen Staaten ermöglichen, seien ebenfalls demokratiegefährdend. Vor diesem Hintergrund hat Mehr Demokratie mehrere Verfassungsbeschwerden gegen Handelsabkommen mitorganisiert oder angestoßen. Auch die Bevölkerung sollte nach Auffassung von Mehr Demokratie bei weitreichenden Handelsverträgen ein Mitspracherecht haben, weshalb der Verein Volksentscheide über TTIP und CETA forderte. Als entscheidenden Hebel, die demokratiegefährdenden Abkommen zu stoppen, sieht Mehr Demokratie den Bundesrat bzw. die einzelnen Bundesländer.
Ferner hat Mehr Demokratie am 15. Juli 2014 gemeinsam mit einem internationalen Bündnis aus mittlerweile über 500 Organisationen aus allen 28 EU-Mitgliedstaaten(Stand: 21. Dezember 2015) einen Registrierungsantrag für eine Europäische Bürgerinitiative (EBI) gegen die Handelsabkommen TTIP und CETA bei der EU-Kommission gestellt.

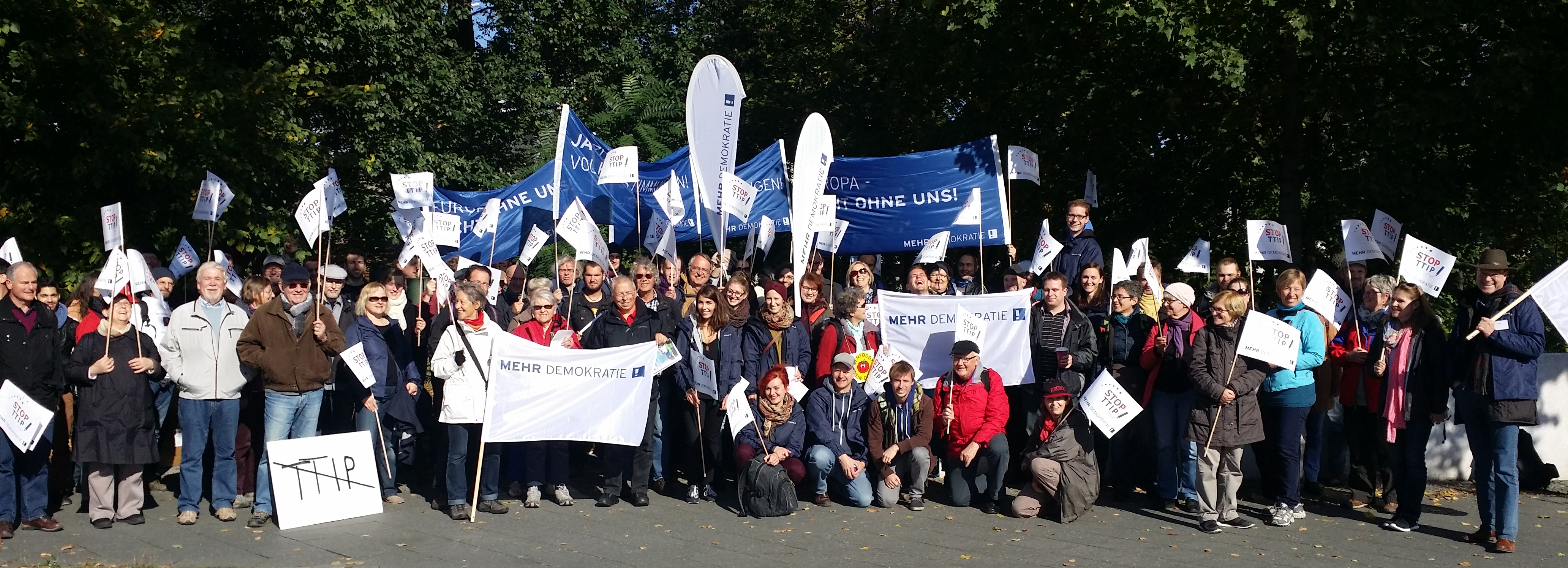
Aktive von Mehr Demokratie nehmen am 10. Oktober 2015 in Berlin an einer Großdemonstration gegen TTIP und CETA mit etwa 250.000 Menschen teil. Zur Demonstration aufgerufen hatte ein breites zivilgesellschaftliches Bündnis.

Die Initiative „Stop TTIP“ forderte die EU-Kommission dazu auf, dem EU-Ministerrat zu empfehlen, das Verhandlungsmandat über die Transatlantische Handels- und Investitionspartnerschaft (TTIP) aufzuheben und auch das umfassende Wirtschafts- und Handelsabkommen (CETA) nicht abzuschließen. Aus Sicht der Initiative dienen TTIP und CETA vor allem den Interessen der großen Konzerne auf Kosten von Verbraucherschutz, Sozialstandards, Umweltvorschriften und Lebensmittelsicherheit. In den geplanten Investor-Staat-Klageverfahren (ISDS) sah das Bündnis eine Gefahr für Demokratie und Rechtsstaat. Nachdem die EU-Kommission eine offizielle Europäische Bürgerinitiative (EBI) zu TTIP und CETA abgelehnt hatte, startete das „Stop TTIP“-Bündnis am 7. Oktober 2014 eine selbstorganisierte EBI zu den Handelsabkommen, um diese zu stoppen. Das „Stop TTIP“-Bündnis sammelte bis zum 6. Oktober 2015 insgesamt 3.284.289 Unterschriften gegen TTIP und CETA – noch nie haben so viele Menschen eine EBI unterschrieben. Erreicht wurden dreimal so viele Unterschriften wie nötig (Erforderlich: 1 Million). In 23 EU-Mitgliedstaaten wurde das Länderquorum übersprungen (Erforderlich: eine bestimmte Mindestzahl an Unterschriften in 7 EU-Mitgliedstaaten). Die Unterschriften wurden am 9. November 2015 an EU-Parlamentspräsident Martin Schulz übergeben. Zudem fand am 10. Oktober 2015 in Berlin eine von Mehr Demokratie mitorganisierte Großdemonstration gegen TTIP und CETA statt, an der sich rund 250.000 Menschen beteiligten.

## Verfassungsbeschwerden

### Bundestagswahlrecht (2011)
Im Oktober 2011 rief Mehr Demokratie zusammen mit Wahlrecht.de zu einer Verfassungsbeschwerde gegen die im September 2011 vom Bundestag mit den Stimmen von CDU/CSU und FDP beschlossene Reform des Bundestagswahlrechts auf. Durch die Reform werde das Problem des negativen Stimmgewichts nicht gelöst und zudem das Bundestagswahlrecht so verkompliziert, dass für den Wähler nicht erkennbar sei, wie sich seine Stimmabgabe auf die Sitzverteilung im Bundestage auswirkt. Mit Urteil vom 25. Juli 2012 hat das Bundesverfassungsgericht auf Basis der von Mehr Demokratie, Wahlrecht.de und 3.500 Menschen erhobenen Verfassungsbeschwerde das damalige Wahlrecht für verfassungswidrig erklärt. Als Reaktion darauf beschloss der Bundestag am 21. Februar 2013 ein neues Bundeswahlgesetz, mit dem das von Mehr Demokratie kritisierte negative Stimmgewicht entfällt und Überhangmandate vollständig ausgeglichen werden.
Am 5. Juli 2013 ließ der Bundesrat ein am 13. Juni 2013 im Bundestag beschlossenes Gesetz passieren, das die Einführung einer Drei-Prozent-Hürde zu den Europawahlen vorsah. Am 7. Oktober 2013 unterzeichnete schließlich Bundespräsident Joachim Gauck das geänderte Europawahlgesetz, das am 10. Oktober 2013 in Kraft trat. Da die Einführung einer Drei-Prozent-Hürde bei Wahlen zum Europaparlament aus Sicht von Mehr Demokratie gegen den Grundsatz der Gleichheit der Stimme und die Chancengleichheit der Parteien verstößt, legte der Verein hiergegen am 10. Oktober 2013 gemeinsam mit 1.099 Menschen eine Verfassungsbeschwerde ein. Am 26. Februar 2014 verkündete das Bundesverfassungsgericht sein Urteil. Darin kam es zu dem Schluss, dass die Drei-Prozent-Sperrklausel im Europawahlrecht unter den gegenwärtigen rechtlichen und tatsächlichen Verhältnissen verfassungswidrig ist, da der mit der Sperrklausel verbundene schwerwiegende Eingriff in die Grundsätze der Wahlrechtsgleichheit und Chancengleichheit nicht zu rechtfertigen sei.

### ESM und Fiskalpakt (2012)

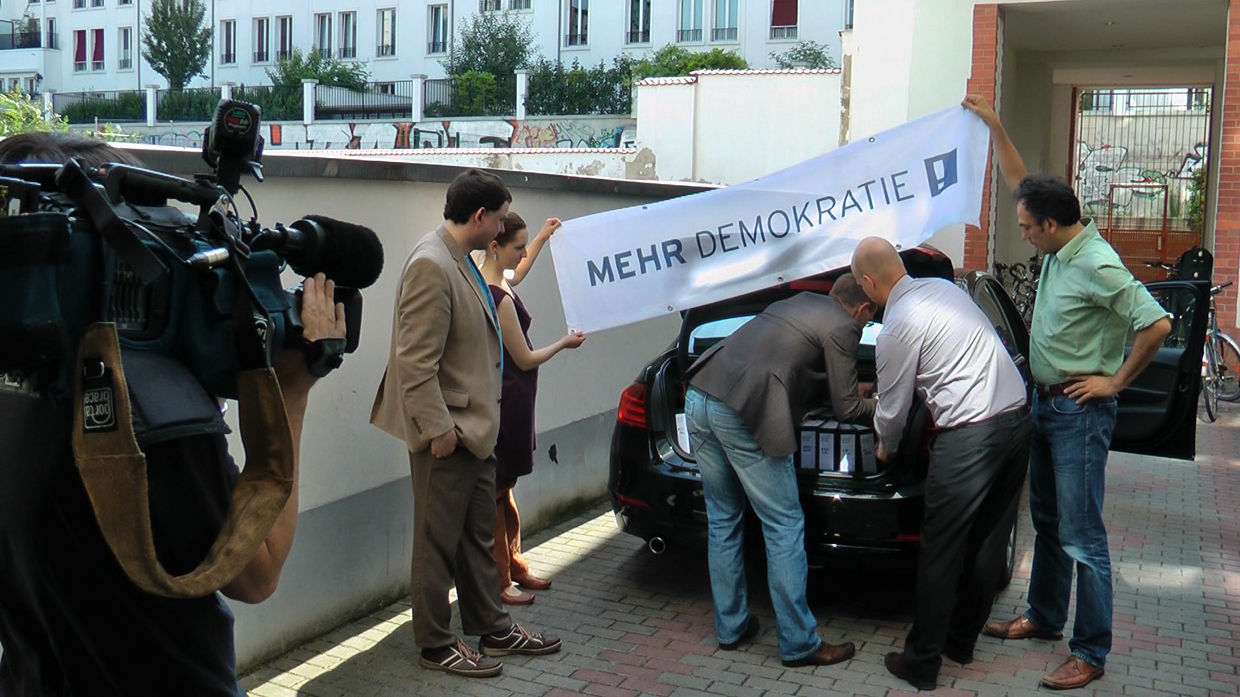
Mitarbeiter von Mehr Demokratie verladen Unterschriften für Verfassungsbeschwerde gegen ESM und Fiskalpakt, 29. Juni 2012.

Das vom Verein initiierte Bündnis „Europa braucht mehr Demokratie“ sammelte bis August 2012 Vollmachten für eine Verfassungsbeschwerde gegen ESM und Fiskalpakt.
Die Klageschrift wurde von Christoph Degenhart und Herta Däubler-Gmelin erstellt. Mit dem Ziel, dem Bundespräsidenten die Unterschrift zu untersagen, wurde die Beschwerde mit dem Antrag auf Erlass einer einstweiligen Anordnung verbunden.
Mit den bis 2. August 2012 eingegangenen 35.188 Vollmachten wurde die bisher größte Verfassungsbeschwerde in der bundesdeutschen Geschichte eingereicht. Insgesamt klagen 37.018 Menschen mit dem Bündnis „Europa braucht mehr Demokratie“ gegen ESM und Fiskalpakt. Mit Urteil vom 12. September entschied das Bundesverfassungsgericht, dass der ESM unter bestimmten Auflagen (einige der in der Klage geäußerten Kritikpunkte wurden berücksichtigt) und der Fiskalpakt vorbehaltlos verfassungskonform sei.
Däubler-Gmelin und Degenhart, die Prozessbevollmächtigten von Mehr Demokratie, reichten am 15. November 2012 beim Bundesverfassungsgericht zum Hauptsacheverfahren eine Ergänzung zur Verfassungsbeschwerde nach. Am 18. März 2014 verkündete das Bundesverfassungsgericht sein abschließendes Urteil und bestätigte im Wesentlichen sein Urteil vom September 2012.

### Nein zu CETA (2016)
Gemeinsam mit Foodwatch und Campact reichte Mehr Demokratie im August 2016 eine Verfassungsbeschwerde gegen das EU-Kanada-Freihandelsabkommen CETA beim Bundesverfassungsgericht in Karlsruhe ein. 125.047 Bürger haben sich der Verfassungsbeschwerde  angeschlossen. Die Organisationen bewerten CETA als demokratieschädlich, etwa hinsichtlich der weitreichenden Kompetenzen der CETA-Vertragskomitees. Befürchtet wird auch, dass eine Paralleljustiz entsteht und das Vorsorgeprinzip ausgehebelt wird. Die Eilanträge hat das Bundesverfassungsgericht 2016 abgelehnt. Es gab der Bundesregierung jedoch u. a. auf, sicherzustellen, dass Deutschland und andere Mitgliedstaaten die vorläufige Anwendung einseitig kündigen können. Die Verfassungsbeschwerde wird im Hauptsacheverfahren behandelt werden. Eine Anhörung und ein Urteil stehen derzeit (Stand: Juli 2021) noch aus.

### Stop EU Only (2019)
Gemeinsam mit Foodwatch und Campact überreichte Mehr Demokratie am 16. Mai 2019 eine Verfassungsbeschwerde beim Bundesverfassungsgericht in Karlsruhe. 13.303 Bürger haben sich der Verfassungsbeschwerde unter dem Motto „Stop EU Only“ angeschlossen. Anlass war der Abschluss des EU-Singapur-Abkommens (EUSFTA). Der Verein kritisiert, dass die Europäische Union ein Ausschuss-System einsetzt, das dann verbindliche Beschlüsse fassen wird. Die parlamentarische Kontrolle und die Beteiligung des Deutschen Bundestags seien nicht gewährleistet.

## Mitinitiator von Bürgerräten
Der Verein hat die ersten beiden Bürgerräte auf Bundesebene als Konzept der Bürgerbeteiligung nach einem repräsentativen Losverfahren mitinitiiert: Den Bürgerrat Demokratie und den Bürgerrat Deutschlands Rolle in der Welt.

## Lobbyarbeit
Neben der Kampagnentätigkeit betreibt Mehr Demokratie auch Lobbyarbeit bei Parteien und deutschen Regierungen für den Ausbau der Demokratie. So konnte der Verein seine Vorschläge zur Schaffung direktdemokratischer Instrumente 1989 in Schleswig-Holstein in den politischen Prozess einbringen. Gleiches gelang 2000 und 2002 in Nordrhein-Westfalen sowie 2005 in Berlin und 2013 erneut in Schleswig-Holstein.

## Weitere Aktivitäten
- Publikation von Statistiken und Forschungsarbeiten zu Demokratiefragen (teils in Zusammenarbeit mit dem Kuratorium).
- Betrieb der Datenbank Bürgerbegehren in Kooperation mit dem Institut für Demokratie- und Partizipationsforschung (IDPF) der Bergischen Universität Wuppertal und der Philipps-Universität Marburg.[47]
- Mitinitiator der Internetplattform abgeordnetenwatch.de und ihr Kooperationspartner und Fördermitglied.
- Mitinitiator und Fördermitglied der Consul Democracy Foundation (Stichting Consul Democracy), die das CONSUL Project (Lösungen für Open Government und Beteiligungsplattformen für Bürgerbeteiligung) unterstützt und auch Software zur Verfügung stellt (AGPL 3.0 Lizenz).[48][49][50]

## Nahestehende Organisationen und Kooperationen
Mehr Demokratie schließt für seine Kampagnen oftmals mit anderen zivilgesellschaftlichen Akteuren Bündnisse (beispielsweise Ver.di, attac, BUND, foodwatch, Bund der Steuerzahler, Bundesarbeitsgemeinschaft der Seniorenorganisationen BAGSO). Um die Aktivitäten auf europäischer Ebene mit Partnern in anderen Ländern besser koordinieren und bündeln zu können, hat der Verein die Organisation Democracy International (DI) ins Leben gerufen. Eine enge Verbindung besteht zu Omnibus für direkte Demokratie. So fällt im Falle einer Auflösung des Vereins laut Satzung das Vereinsvermögen an OMNIBUS für direkte Demokratie gGmbH.
Die 2006 in Österreich gegründete Vereinigung mehr demokratie! begleitet der deutsche Verein Mehr Demokratie partnerschaftlich.
Ebenso bestehen partnerschaftliche Kontakte zum niederländischen Verein Meer Democratie.
Mehr Demokratie arbeitet mit dem 2000 im italienischen Südtirol gegründeten Verein Initiative für mehr Demokratie / Iniziativa per più democrazia / Scomenciadia por plü democrazia zusammen.
zusammen.